# Mittleres (Altes) Schloss Küps

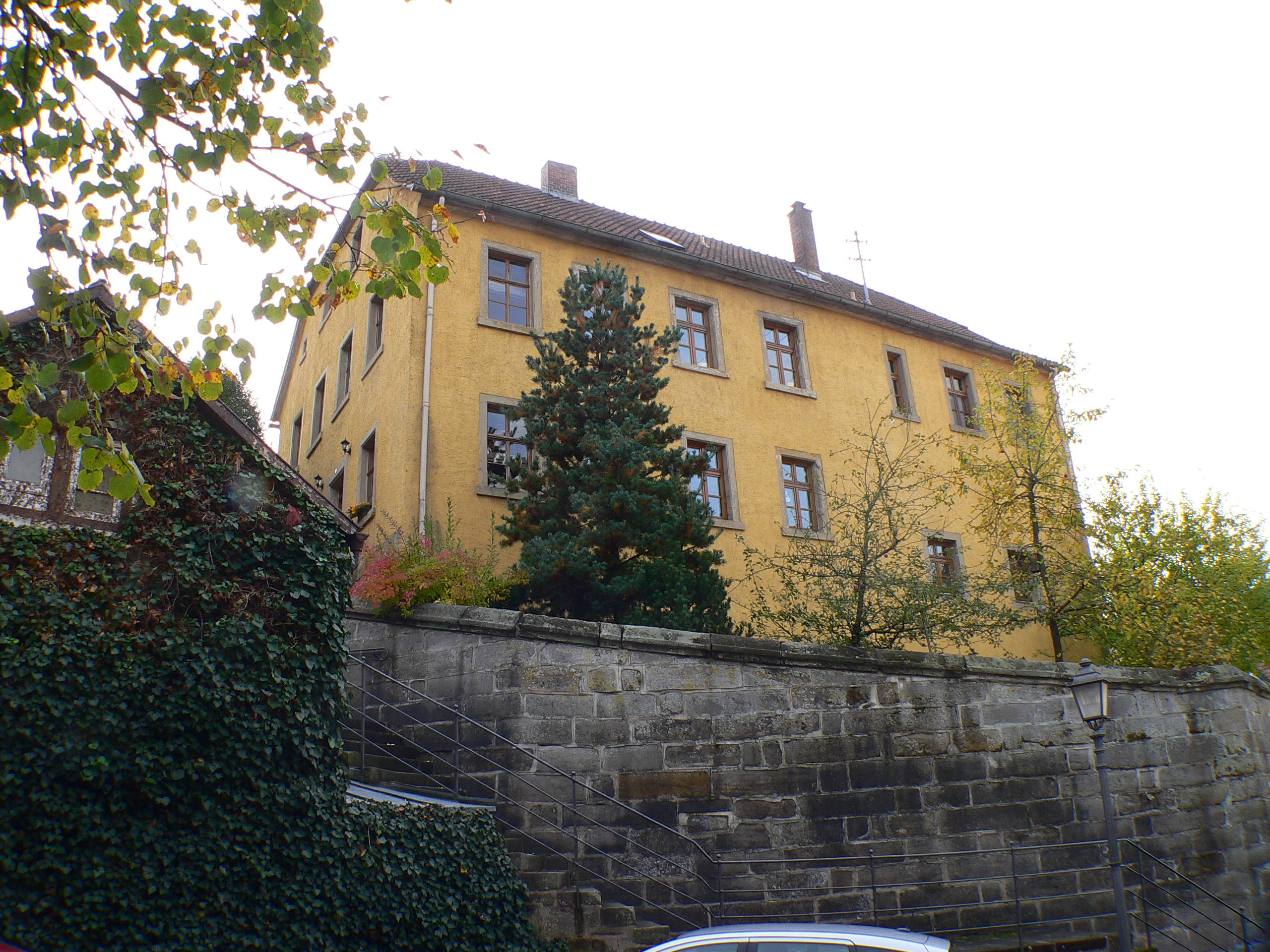
Altes oder Mittleres Schloss Küps

Als Altes oder auch Mittleres Schloss wird einer von drei bestehenden ehemaligen Adelssitzen in der Ortslage des Marktes Küps im Landkreis Kronach in Oberfranken im Freistaat Bayern bezeichnet.

## Geographische Lage

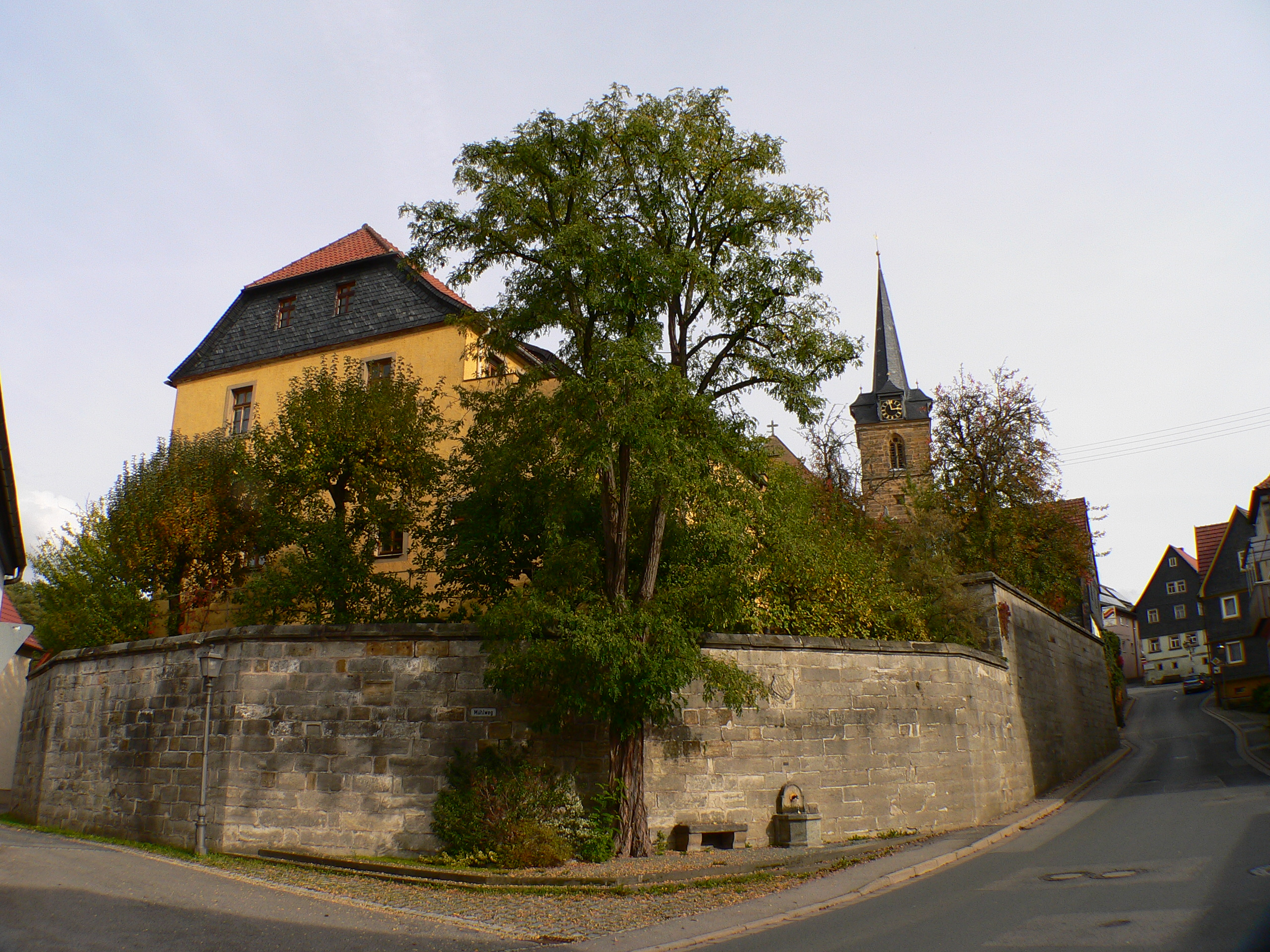
Südwestseite mit Stützmauer

Der Markt Küps liegt mitten in der ausgedehnten Tallandschaft der mittleren Rodach. Als Gründer der Siedlung auf dem Berghang am linken Rodachufer gelten von Osten eingewanderte Slawen. Vorgeschichtliche Funde weisen auch auf eine frühere Besiedlung der Gegend durch Kelten hin. Die günstige Lage des Ortes an der Rodach, die im Mittelalter als Transportweg diente, begründete die Anlage von vier Adelssitzen.
So entstanden 1151 die Anfänge des Alten oder Mittleren Schlosses, um 1400 die ersten Bauten des Neuen oder Hinteren Schlosses, vor 1521 ein befestigter Hof (Hofgut Melanger) und noch vor 1540 das Obere Schloss auf dem höchsten Punkt des Ortes.
Während das Hofgut Melanger 1668 bereits als abgegangen bezeichnet wurde, bestehen die drei anderen Adelssitze in Ortslage noch. Sechs weitere entstanden vom 13. bis 18. Jahrhundert in der unmittelbaren Umgebung von Küps, die Schlösser in Oberlangenstadt, Hain, Schmölz, Theisenort, das Wasserschloss Tüschnitz sowie die Alte Kemenate in Nagel. Alle liegen oder lagen im heutigen Gebiet des Marktes Küps.
Von der Bundesstraße 173 aus nordwestlicher Richtung über die Rodachbrücke kommend, steigt die Straße hinauf zum historischen Ortskern von Küps. Auf einem Plateau, das von einer im 18. Jahrhundert erneuerten hohen Stützmauer umgeben ist, steht links vor der alles überragenden Kirche das Alte oder Mittlere Schloss.

## Geschichte
An der Stelle des heutigen Bauwerks stand ursprünglich das erste Rittergut des Ortsadels. Urkundlich nachgewiesen ist der Ansitz 1151 mit Wolfram de Chubece und 1359 mit Hermannus de Kuepcz. Die Freiherrn Eberhard, Heinz und Arnold von Redwitz saßen dort 1406 als Ganerben. Ihren Nachkommen gehörte es fünf Jahrhunderte lang.
Das befestigte Anwesen wurde im Bauernkrieg 1525 und im Zweiten Markgrafenkrieg (1552 bis 1554) zerstört. Es wurde nach beiden Zerstörungen unter Verwendung alter Teile wieder aufgebaut. Der heutige Bau stammt im Wesentlichen aus der Mitte des 16. Jahrhunderts.
1907 kaufte der Markt Küps das Alte Schloss und ließ es 1932 als Schulhaus umbauen. Seit neuerer Zeit dient es als Wohnhaus und Werkstätte zur Restaurierung von Stuck und Steinplastik.

## Bau

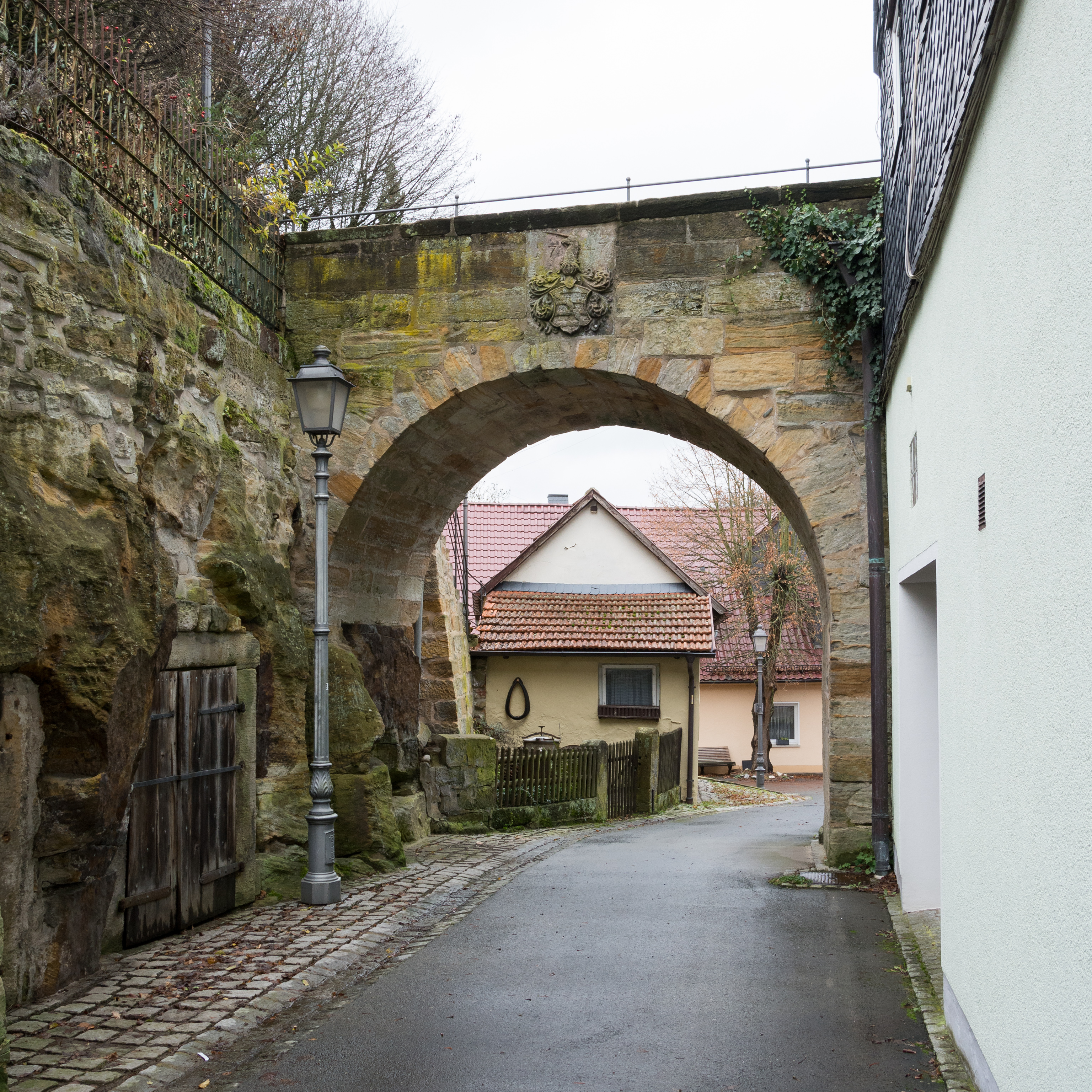
Sandsteinbrücke mit Wappenstein

Der schlichte dreigeschossige Zweiseitenbau mit seinen vier auf vier (Ostflügel) und drei auf sieben (Nordflügel) Fensterachsen ist mit einem Krüppelwalm überdacht. Das obere Stockwerk des Südflügels ist abgetragen und dient heute, von einer einfachen Balustrade umgeben, als großzügig dimensionierte Terrasse. Das gesamte Gebäude ist, bis auf die Sandsteinfassungen der Fenster und Türen, ockergelb verputzt. Anstelle der ehemaligen Zugbrücke überspannt seit dem 18. Jahrhundert eine einbogige steinerne Brücke den tiefen Halsgraben. An dem Brückenwiderlager befindet sich das Wappen der Familie von Redwitz-Küps mit der Jahreszahl 1747.